# Thomas Skidmore
Thomas Elliott Skidmore (Troy, 22 de julio de 1932-11 de junio de 2016) fue un historiador y académico estadounidense, especializado en la historia del Brasil.

## Biografía
Skidmore se licenció en ciencias políticas y filosofía en 1954 en l Universidad Denison. Recibió una beca Fulbright para estudiar filosofía en el Magdalen College de Oxford, donde conoció a su esposa Felicity. Recibió una segunda licenciatura en Filosofía, Política y Economía en 1956 y una maestría en 1959. Obtuvo su doctorado en la Universidad de Harvard en 1960 con una tesis sobre el canciller alemán Leo von Caprivi.
Su atención se centró en América del Sur después de la Revolución cubana. Su posdoctorado en Harvard se centró en Brasil. En 1967 publicó Politics in Brazil: 1930-64, An Experiment in Democracy.
Comenzó su carrera docente en Harvard como instructor (1960-61), investigador en estudios latinoamericanos (1961-64) y luego profesor asistente (1964-66). En 1966, Skidmore se unió a la facultad de la Universidad de Wisconsin-Madison. Se convirtió en profesor titular en 1968. En 1986, Skidmore se mudó a la Universidad Brown.